# Lijst van rivieren in Virginia
Dit is een lijst van rivieren in Virginia.
- Appomattox River
- Ararat River
- Back Creek
- Back River
- Banister River
- Big Otter River
- Blackwater River (Franklin County)
- Blackwater River (Isle of Wight, Southampton, Surry en Sussex Counties)
- Bluestone River
- Browns Dan River
- Buffalo Creek
- Bullpasture River
- Bull Run (rivier)
- Bush River
- Catoctin Creek
- Calfpasture River
- Chickahominy River
- Clinch River
- Coan River
- Cold Spring River
- Conway River
- Corrotoman River
- Covington River
- Cowpasture River
- Cranesnest River
- Dan River
- Doyles River
- Dry River
- Eastern Branch Elizabeth River
- East River (Giles County)
- East River (Mathews County)
- Elizabeth River
- Falling River
- German River
- Great Wicomico River
- Guest River
- Hampton River
- Hardware River
- Harris River
- Hazel River
- Holston River (Middle Fork Holston River)
- Hughes River
- Hyco River
- Indian River
- Jackson River
- James River
- Jordan River
- Lafayette River
- Levisa Fork River
- Little Calfpasture River
- Little Dan River
- Little Dry River
- Little Falling River
- Little Nottoway River
- Little Otter River
- Little Piney River
- Little River (Arlington, Fauquier en Loudoun Counties)
- Little River (Augusta County)
- Little River (Floyd, Grayson, Montgomery, Pulaski, Russell en Tazewell Counties)
- Little River (Goochland, Hanover en Louisa Counties)
- Little Wicomico River
- Little Willis River
- Lynch River
- Lynnhaven River
- McClure River
- Machipongo River
- Mat River
- Matta River
- Mattaponi River
- Maury River
- Mayo River
- Mechums River
- Meherrin River
- Middle Fork Holston River
- Middle Meherrin River
- Middle River
- Moormans River
- Motto River
- Nansemond River
- New River
- Newfound River
- Ni River
- North Anna River
- North Branch Potomac River
- North Fork Clinch River
- North Fork Holston River
- North Fork Roanoke River
- North Fork Shenandoah River
- North Landing River
- North Mayo River
- North Meherrin River
- North River (Augusta en Rockingham Counties)
- North River (Buckingham County)
- North River (Gloucester en Mathews Counties)
- Northwest River
- Northwest Yeocomico River
- Nottoway River
- Occoquan River
- Opequon Creek
- Otter River
- Pagan River
- Pamunkey River
- Pedlar River
- Perrin River
- Piankatank River
- Pigg River
- Piney River (Amherst en Nelson Counties)
- Piney River (Rappahannock County)
- Po River
- Pocaty River
- Pocomoke River (Accomack County)
- Poni River
- Poquoson River
- Poropotank River
- Potomac River
- Pound River
- Powell River
- Quantico Creek
- Rapidan River
- Rappahannock River
- Rivanna River
- Roach River
- Roanoke River (of Staunton River)
- Robinson River
- Rockfish River
- Rose River
- Rush River
- Russell Fork River
- Sandy River (Pittsylvania County, Danville)
- Sandy River (Prince Edward County)
- Severn River
- Shenandoah River
- Shoemaker River
- Slate River
- Smith River
- South Anna River
- South Branch Potomac River
- South Buffalo Creek
- Southern Branch Elizabeth River
- South Fork Clinch River
- South Fork Holston River
- South Fork Roanoke River
- South Fork Shenandoah River
- South Mayo River
- South Meherrin River
- South River (Caroline en Spotsylvania Counties)
- South River (Augusta, Greene, Rockbridge en Rockingham Counties)
- South Yeocomico River
- Staunton River (Madison County)
- Staunton River (of Roanoke River)
- Stinking River
- Ta River
- Thornton River
- Tug Fork River
- Tye River
- Ware River
- Warwick River
- Western Branch Elizabeth River
- West Yeocomico River
- Wicomico River
- Willis River
- Yeocomico River
- York River

Alabama · Alaska · Arizona · Arkansas ·  Californië · Colorado · Connecticut · Delaware · Florida · Georgia · Hawaï · Idaho ·  Illinois · Indiana · Iowa · Kansas · Kentucky · Louisiana · Maine · Maryland · Massachusetts · Michigan · Minnesota · Mississippi · Missouri · Montana · Nebraska · Nevada · New Hampshire · New Jersey · New Mexico · New York ·  North Carolina · North Dakota · Ohio · Oklahoma · Oregon · Pennsylvania · Rhode Island · South Carolina · South Dakota · Tennessee · Texas · Utah · Vermont · Virginia · Washington (staat) · Washington D.C. · West Virginia · Wisconsin · Wyoming